# Coupe du monde masculine de basket-ball
Cet article traite de la compétition masculine. Pour la compétition féminine, voir Coupe du monde féminine de basket-ball.
La Coupe du monde de basket-ball FIBA (en anglais FIBA Basketball World Cup) est la nouvelle dénomination, depuis 2014, du championnat du monde de basket-ball masculin (en anglais FIBA World Championship), qui a été créé par la FIBA en 1950 et eut lieu pour la première fois en Argentine.
Cette compétition se déroule tous les quatre ans, entre les Jeux olympiques d'été, et regroupe les meilleures équipes de chaque continent (au moins une équipe par continent est présente).
Elle comportait seize équipes jusqu’en 2002, sauf en 1986 où 24 équipes étaient en compétition. En 2006, le nombre de participants a été élargi à 24 équipes, puis à 32 à partir de la Coupe du Monde 2019.
Les Philippines, le Japon et l'Indonésie co-organisent la Coupe du monde 2023.
L'équipe championne du monde se voit décerner le Trophée Naismith, du nom de l'inventeur de ce sport.

## Historique
C'est dans le cadre des Jeux olympiques de Londres, en 1948, que le congrès de la Fédération internationale de basket-ball (FIBA), décide d'organiser un  championnat du monde qui se déroulerait tous les quatre ans, en alternance avec les Jeux olympiques.
La FIBA définit également le lieu de la première édition, Buenos Aires, le nombre de participants, dix, et les règles d'engagement. Pour la première édition, il est décidé que les trois nations les mieux classées lors des jeux olympiques de Londres, les États-Unis, la France et le Chili seraient qualifiées. La répartition des sept restantes est la suivante: une place pour la nation hôte, l'Argentine, deux places pour des nations européennes, deux places pour des nations d'Amérique du Sud et deux nations asiatiques. Cette première édition connait les premières défections: l'Uruguay, champion d'Amérique du Sud, boycotte l'événement pour des raisons politiques. Pour des raisons de distances, aucune nation asiatique ne désire participer à l'événement. Ces trois nations sont remplacées par l'Équateur, et deux nations européennes, l'Espagne et la Yougoslavie rejoignant l'Égypte, championne d'Europe en titre, et la Grèce. Le premier titre se détermine par l'intermédiaire d'un tour final où évoluent six équipes, chacune d'entre elles rencontrant l'ensemble des autres équipes. Lors de celui-ci, les deux dernières équipes encore invaincues s'affrontent lors de la dernière journée, les États-Unis, représentés par une équipe de société AAU Denver Chevrolets, et l'Argentine. Cette dernière devient la première nation championne du monde en l'emportant 64 à 50.
La seconde édition se déroule à nouveau sur le continent sud-américain. Celle-ci connaît de nouveau des problèmes politiques avec le forfait des pays du  Bloc de l'Est et de l'Égypte. La compétition est remportée par les États-Unis, de nouveau représenté par une équipe de société.
La participation de l'URSS constitue la grande nouveauté de la troisième édition qui se déroule au Chili. Toutefois, l'URSS, qui remporte l'ensemble de ses rencontres du tour final, termine à la dernière place de celui-ci en raison de son refus d'affronter Formose lors ce tour. Le titre revient finalement au Brésil.
De nouveaux problèmes politiques sont à l'origine du choix de Rio de Janeiro comme ville hôte de l'édition suivante. Manille, ville initialement prévue, se voit privée de compétition en raison du choix des autorités des Philippines de refuser d'accueillir les ressortissants des pays du Bloc de l'Est. Sur le plan sportif, le Brésil conserve son titre, devançant lors du tour final la Yougoslavie et l'URSS.
Disputée en Uruguay, la cinquième édition voit l'équipe d'URSS remporter son premier titre mondial. Les États-Unis, bien que seule équipe vainqueur des Soviétiques, termine à la quatrième place, derrière la Yougoslavie et le Brésil.
La première édition disputée en dehors du continent sud-américain se déroule en Yougoslavie. Comme les éditions précédentes, le champion du monde est désigné à l'issue d'un tour final disputé sous le principe de round robin (chaque équipe rencontre l'ensemble des autres équipes du groupe). La Yougoslavie, malgré une défaite 87 à 72 face à l'URSS, remporte son premier titre mondial. Les soviétiques, en raison de deux défaites face aux États-Unis, représentés par une équipe d'universitaires, et le Brésil, terminent troisième derrière les brésiliens qui terminent sur le podium pour la cinquième fois consécutive.
L'URSS remporte son second titre mondial lors de l'édition de 1974, disputée à Porto Rico. Les soviétiques terminent premier du tour final en devançant la Yougoslavie et les États-Unis.
L'édition de 1978 se dispute aux Philippines et voit une équipe yougoslave offensive dominer le tour final, le Brésil étant la seule équipe à limiter les Yougoslaves menés par Dražen Dalipagić, Dragan Kicanović, Mirza Delibašić et Krešimir Ćosić sous la barre des 100 points. Pour la première fois, ceux-ci remportent le titre mondial à l'issue d'une finale qui les opposent aux Soviétiques. Cette finale est remportée sur le score de 82 à 81 après prolongations. Le Brésil termine de nouveau sur le podium de la compétition.
La compétition est à nouveau de retour sur le continent d'Amérique du Sud, en Colombie, pour la neuvième édition. Les États-Unis, avec une équipe plus forte en individualités que lors des éditions précédentes, terminent en tête du tour final malgré une défaite face à l'Espagne mais une victoire sur l'URSS 99 à 93. Ces deux équipes se retrouvent en finale, rencontre qui voit les Soviétiques l'emporter 95 à 94.
La dixième édition se déroule pour la seconde fois sur le sol européen, en Espagne. La compétition s'ouvre à davantage de pays, avec 24 participants. De plus, la formule évolue avec quatre groupes de six, dont les trois premiers se qualifient pour le tour suivant. Les deux premiers des deux groupes disputent des demi-finales croisées. Celles-ci voient s'opposer l'URSS à la Yougoslavie, rencontre dont les Soviétiques sortent vainqueurs sur le score de 91 à 80, et les États-Unis au Brésil, rencontre remportée 96 à 80 par les Américains, qui possède dans son effectif les premiers choix des Draft 1987 de la NBA, David Robinson, et 1988, Danny Manning. La finale, dominée par les Américains, voie les Soviétiques de Arvydas Sabonis échouer à un panier sur le score de 87 à 85. C'est seulement le second titre mondial des Américains alors que ceux-ci n'ont pas remporté l'or olympique qu'à deux reprises, aux jeux de 1972 (médaille d'argent face aux Soviétiques) et jeux de 1980 (Boycott américain).
Après l'échec aux jeux 1988 de Séoul, avec une troisième place, les Américains échouent de nouveau au stade des demi-finales, face à une équipe de Yougoslavie qui aligne les meilleurs joueurs possibles, avec les joueurs de National Basketball Association (NBA) Dražen Petrović, Vlade Divac, ou Žarko Paspalj et d'autres talents comme Toni Kukoč qui termine avec le titre de MVP du tournoi. Les Yougoslaves l'emportent 99 à 91 en demi-finale avant de l'emporter en finale face à l'URSS sur le score de 92 à 75.
Pour l'édition de 1994 à Toronto, les États-Unis alignent de nouveau, comme avec la Dream Team de Barcelone, une équipe composée des meilleurs de NBA, dont Shaquille O'Neal, Alonzo Mourning, Dominique Wilkins. Bien que moins dominatrice et flamboyante que sa devancière de 1992, l'équipe américaine, nommée Dream Team II, remporte le titre mondial devant la Russie et la Croatie.
Le mondial 1998, disputé en Grèce, souffre de l'absence des joueurs NBA au sein de la sélection américaine, en raison du lock-out déclenché par les propriétaires des franchises de NBA à l'orée de la Saison NBA 1998-1999. Les Yougoslaves, champions d'Europe en titre, éliminent le pays hôte en demi-finale après une victoire 78 à 73 en prolongation, tandis que la Russie atteint la finale en l'emportant 66 à 64 sur les Américains. Les Yougoslaves l'emportent ensuite en finale sur le score de 64 à 62.
Lors des Jeux de Sydney de 2000, les Américains, bien que préservant l'invincibilité d'une équipe composée de joueurs NBA, ont vu leur supériorité remise en question (victoire de deux points face à la Lituanie en demi-finale, et de seulement dix en finale face à la France). Ils ont toutefois l'avantage de disputer le mondial 2002 à domicile, à Indianapolis. Ils subissent cependant une première défaite face à l'Argentine sur le score de 87 à 80. Puis, ils se font éliminer par les Yougoslaves en quart de finale. Ceux-ci, après avoir éliminé la Nouvelle-Zélande en demi-finale, remportent finalement le titre mondial en battant en finale l'Argentine sur le score de 88 à 77.

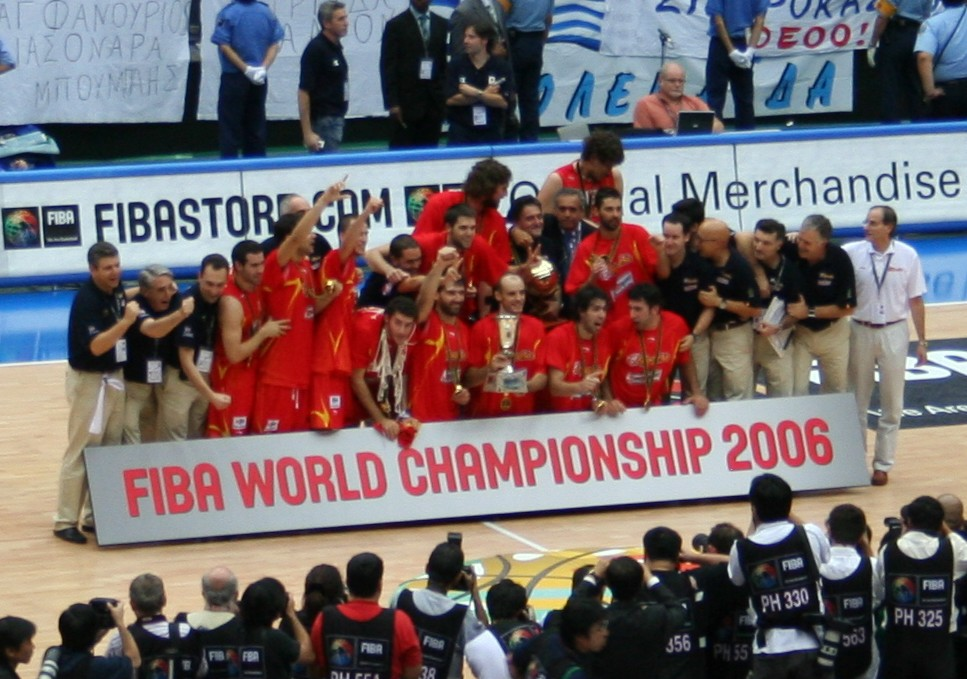
L'équipe d'Espagne, championne du monde 2006

Pour le championnat du monde 2006, disputé au Japon, aucun favori ne s'impose avant la compétition. Les États-Unis restent sur deux échecs, à Indianapolis et à Athènes deux ans plus tard. Les Argentins, champions olympiques, possèdent une équipe vieillissante. Les Grecs, avec un jeu basé sur le contrôle du temps et la défense, sont devenus champion d'Europe. Les Américains échouent en demi-finale face aux Grecs, tandis que les Espagnols atteignent la finale en éliminant la Lituanie puis l'Argentine. Lors de la finale, l'Espagne, bien que privée de son leader Pau Gasol blessé, l'emporte aisément 70 à 47.
USA Basketball, bien que la sélection américaine n'a pas remporté le titre mondial depuis 1994, ne parvient pas à convaincre les joueurs de la sélection de 2008 aux Jeux de Pékin de participer à cette édition. La sélection américaine s'appuie ainsi sur de jeunes joueurs, Kevin Durant, désigné meilleur joueur de la compétition, Derrick Rose ou Kevin Love. Malgré une opposition importante des pays européens, six représentants sur huit en quart de finale, l'équipe américaine remporte le quatrième titre de son histoire, s'imposant en finale face au pays hôte, la Turquie, la Lituanie remportant la médaille de bronze face à l'Espagne, tenante du titre et championne d'Europe l'année précédente.
En 2014, l'équipe des États-Unis, tenante du titre, remporte une nouvelle fois la compétition, renommée Coupe du Monde FIBA, qui se déroulait en Espagne, sans concéder un seul match. L'équipe de France, quant à elle, écrit une nouvelle page de son histoire en remportant sa première médaille (médaille de bronze) dans une coupe du monde de basket-ball face à la Lituanie.
Les calendriers internationaux sont modifiés par la FIBA par la suite. Les championnats continentaux sont dès 2017 disputés tous les quatre ans (au lieu de deux), et la Coupe du Monde décalée en 2019. La FIBA justifie un passage à une organisation tous les quatre ans en années impaires afin de ne pas entrer en concurrence avec la Coupe du monde de football. L'épreuve est désormais qualificative pour les Jeux olympiques se déroulant l'année suivante, après une série de qualifications étalées de novembre 2017 à février 2019. La compétition est élargie à 32 équipes. Les modalités précises de qualification et les calendriers par cycles de 4 ans sont présentés le 16 septembre 2015, durant l'Eurobasket 2015 à Lille,.

## Palmarès

### Par édition
| Édition | Lieu                        | Or              | Argent      | Bronze      |
| ------- | --------------------------- | --------------- | ----------- | ----------- |
| 1950    | Argentine                   | Argentine       | États-Unis  | Chili       |
| 1954    | Brésil                      | États-Unis      | Brésil      | Philippines |
| 1959    | Chili                       | Brésil          | États-Unis  | Chili       |
| 1963    | Brésil                      | Brésil (2)      | Yougoslavie | URSS        |
| 1967    | Uruguay                     | URSS            | Yougoslavie | Brésil      |
| 1970    | Yougoslavie                 | Yougoslavie     | Brésil      | URSS        |
| 1974    | Porto Rico                  | URSS (2)        | Yougoslavie | États-Unis  |
| 1978    | Philippines                 | Yougoslavie (2) | URSS        | Brésil      |
| 1982    | Colombie                    | URSS (3)        | États-Unis  | Yougoslavie |
| 1986    | Espagne                     | États-Unis (2)  | URSS        | Yougoslavie |
| 1990    | Argentine                   | Yougoslavie (3) | URSS        | États-Unis  |
| 1994    | Canada                      | États-Unis (3)  | Russie      | Croatie     |
| 1998    | Grèce                       | Yougoslavie (4) | Russie      | États-Unis  |
| 2002    | États-Unis                  | Yougoslavie (5) | Argentine   | Allemagne   |
| 2006    | Japon                       | Espagne         | Grèce       | États-Unis  |
| 2010    | Turquie                     | États-Unis (4)  | Turquie     | Lituanie    |
| 2014    | Espagne                     | États-Unis (5)  | Serbie      | France      |
| 2019    | Chine                       | Espagne (2)     | Argentine   | France      |
| 2023    | Indonésie/Japon/Philippines | Allemagne       | Serbie      | Canada      |
| 2027    | Qatar                       | à venir         | à venir     | à venir     |

### Par pays
La Yougoslavie et les États-Unis sont les nations les plus couronnées avec cinq titres.
Trois équipes ont réussi à remporter le titre de championne du monde en évoluant à domicile : l'Argentine lors de la première édition en 1950, le Brésil lors du mondial 1963 et la Yougoslavie vainqueur en 1970.
Le tableau suivant est le tableau officiel de la FIBA, différenciant les palmarès de la Yougoslavie et de la Serbie, ainsi que ceux de l’URSS et de la Russie, malgré le fait que le Serbie est l'héritière juridique de la Yougoslavie et que l'ensemble des trophées se trouve à Belgrade capitale de la Serbie.
| Rang  | Nation      | Or | Argent | Bronze | Total |
| ----- | ----------- | -- | ------ | ------ | ----- |
| 1     | États-Unis  | 5  | 3      | 4      | 12    |
| 2     | Yougoslavie | 5  | 3      | 2      | 10    |
| 3     | URSS        | 3  | 3      | 2      | 8     |
| 4     | Brésil      | 2  | 2      | 2      | 6     |
| 5     | Espagne     | 2  | 0      | 0      | 2     |
| 6     | Argentine   | 1  | 2      | 0      | 3     |
| 7     | Allemagne   | 1  | 0      | 1      | 2     |
| 8     | Russie      | 0  | 2      | 0      | 2     |
| 8     | Serbie      | 0  | 2      | 0      | 2     |
| 10    | Grèce       | 0  | 1      | 0      | 1     |
| 10    | Turquie     | 0  | 1      | 0      | 1     |
| 12    | Chili       | 0  | 0      | 2      | 2     |
| 12    | France      | 0  | 0      | 2      | 2     |
| 14    | Canada      | 0  | 0      | 1      | 1     |
| 14    | Croatie     | 0  | 0      | 1      | 1     |
| 14    | Philippines | 0  | 0      | 1      | 1     |
| 14    | Lituanie    | 0  | 0      | 1      | 1     |
| TOTAL | TOTAL       | 19 | 19     | 19     | 57    |

## Statistiques et records

### Nations
Le Brésil et les États-Unis sont les deux seules nations à avoir disputé l'ensemble des compétitions.
| Équipe | 1950 | 1954 | 1959 | 1963 | 1967 | 1970 | 1974 | 1978 | 1982 | 1986 | 1990 | 1994 | 1998 | 2002 | 2006 | 2010 | 2014 | 2019 | 2023 | 2027 | Total |
| Algérie | -    | -    | -    | -    | -    | -    | -    | -    | -    | -    | -    | -    | -    | 15e  | -    | -    | -    | -    | -    | PAD  | 1     |
| Allemagne**                                                                                                 | -    | -    | -    | -    | -    | -    | -    | -    | -    | 16e  | -    | 12e  | -    | 3e   | 8e   | 17e  | -    | 18e  | 1er  | PAD  | 7     |
| Angola | -    | -    | -    | -    | -    | -    | -    | -    | -    | 20e  | 13e  | 16e  | -    | 11e  | 10e  | 15e  | 17e  | 27e  | 26e  | PAD  | 9     |
| Argentine                                                                                                   | 1er  | -    | 10e  | 8e   | 6e   | -    | 11e  | -    | -    | 12e  | 8e   | 9e   | 8e   | 2e   | 4e   | 5e   | 11e  | 2e   | -    | PAD  | 14    |
| Australie                                                                                                   | -    | -    | -    | -    | -    | 12e  | 12e  | 7e   | 5e   | 17e  | 7e   | 5e   | 9e   | -    | 13e  | 11e  | 12e  | 4e   | 10e  | PAD  | 13    |
| Brésil | 4e   | 2e   | 1er  | 1er  | 3e   | 2e   | 6e   | 3e   | 8e   | 4e   | 5e   | 11e  | 10e  | 8e   | 19e  | 9e   | 6e   | 13e  | 13e  | PAD  | 19    |
| Bulgarie | -    | -    | 7e   | -    | -    | -    | -    | -    | -    | -    | -    | -    | -    | -    | -    | -    | -    | -    | -    | PAD  | 1     |
| Canada | -    | 7e   | 12e  | 11e  | -    | 10e  | 8e   | 6e   | 6e   | 8e   | 11e  | 7e   | 12e  | 13e  | -    | 22e  | -    | 21e  | 3e   | PAD  | 15    |
| Cap-Vert | -    | -    | -    | -    | -    | -    | -    | -    | -    | -    | -    | -    | -    | -    | -    | -    | -    | -    | 28e  | PAD  | 1     |
| Centrafrique                                                                                                | -    | -    | -    | -    | -    | -    | 14e  | -    | -    | -    | -    | -    | -    | -    | -    | -    | -    | -    | -    | PAD  | 1     |
| Chili | 3e   | 10e  | 3e   | -    | -    | -    | -    | -    | -    | -    | -    | -    | -    | -    | -    | -    | -    | -    | -    | PAD  | 3     |
| Chine | -    | -    | -    | -    | -    | -    | -    | 11e  | 12e  | 9e   | 15e  | 8e   | -    | 12e  | 15e  | 16e  | -    | 24e  | 29e  | PAD  | 10    |
| Colombie | -    | -    | -    | -    | -    | -    | -    | -    | 7e   | -    | -    | -    | -    | -    | -    | -    | -    | -    | -    | PAD  | 1     |
| Corée du Sud                                                                                                | -    | -    | -    | -    | -    | 11e  | -    | 13e  | -    | 22e  | 16e  | 13e  | 16e  | -    | -    | -    | 23e  | 26e  | -    | PAD  | 8     |
| Côte d'Ivoire                                                                                               | -    | -    | -    | -    | -    | -    | -    | -    | 13e  | 23e  | -    | -    | -    | -    | -    | 20e  | -    | 29e  | 27e  | PAD  | 5     |
| Croatie | -    | -    | -    | -    | -    | -    | -    | -    | -    | -    | -    | 3e   | -    | -    | -    | 14e  | 10e  | -    | -    | PAD  | 3     |
| Cuba | -    | -    | -    | -    | -    | 8e   | 4e   | -    | -    | 11e  | -    | 15e  | -    | -    | -    | -    | -    | -    | -    | PAD  | 4     |
| Égypte | 5e   | -    | 11e  | -    | -    | 13e  | -    | -    | -    | -    | 14e  | 14e  | -    | -    | -    | -    | 24e  | -    | 20e  | PAD  | 7     |
| Équateur | 8e   | -    | -    | -    | -    | -    | -    | -    | -    | -    | -    | -    | -    | -    | -    | -    | -    | -    | -    | PAD  | 1     |
| Équipe | 1950 | 1954 | 1959 | 1963 | 1967 | 1970 | 1974 | 1978 | 1982 | 1986 | 1990 | 1994 | 1998 | 2002 | 2006 | 2010 | 2014 | 2019 | 2023 | 2027 | Total |
| Espagne | 9e   | -    | -    | -    | -    | -    | 5e   | -    | 4e   | 5e   | 10e  | 10e  | 5e   | 5e   | 1er  | 6e   | 5e   | 1er  | 9e   | PAD  | 13    |
| États-Unis                                                                                                  | 2e   | 1er  | 2e   | 4e   | 4e   | 5e   | 3e   | 5e   | 2e   | 1er  | 3e   | 1er  | 3e   | 6e   | 3e   | 1er  | 1er  | 7e   | 4e   | PAD  | 19    |
| Finlande | -    | -    | -    | -    | -    | -    | -    | -    | -    | -    | -    | -    | -    | -    | -    | -    | 22e  | -    | 21e  | PAD  | 1     |
| France | 6e   | 4e   | -    | 5e   | -    | -    | -    | -    | -    | 13e  | -    | -    | -    | -    | 5e   | 13e  | 3e   | 3e   | 18e  | PAD  | 9     |
| Géorgie | -    | -    | -    | -    | -    | -    | -    | -    | -    | -    | -    | -    | -    | -    | -    | -    | -    | -    | 16e  | PAD  | 1     |
| Grèce | -    | -    | -    | -    | -    | -    | -    | -    | -    | 10e  | 6e   | 4e   | 4e   | -    | 2e   | 11e  | 9e   | 11e  | 15e  | PAD  | 9     |
| Iran | -    | -    | -    | -    | -    | -    | -    | -    | -    | -    | -    | -    | -    | -    | -    | 19e  | 20e  | 23e  | 31e  | PAD  | 4     |
| Israël | -    | 8e   | -    | -    | -    | -    | -    | -    | -    | 7e   | -    | -    | -    | -    | -    | -    | -    | -    | -    | PAD  | 2     |
| Italie | -    | -    | -    | 7e   | 9e   | 4e   | -    | 4e   | -    | 6e   | 9e   | -    | 6e   | -    | 9e   | -    | -    | 10e  | 8e   | PAD  | 10    |
| Japon | -    | -    | -    | 13e  | 11e  | -    | -    | -    | -    | -    | -    | -    | 14e  | -    | 20e  | -    | -    | 31e  | 19e  | PAD  | 6     |
| Jordanie | -    | -    | -    | -    | -    | -    | -    | -    | -    | -    | -    | -    | -    | -    | -    | 23e  | -    | 28e  | 32e  | PAD  | 3     |
| Lettonie | -    | -    | -    | -    | -    | -    | -    | -    | -    | -    | -    | -    | -    | -    | -    | -    | -    | -    | 5e   | PAD  | 1     |
| Liban | -    | -    | -    | -    | -    | -    | -    | -    | -    | -    | -    | -    | -    | 16e  | 18e  | 21e  | -    | -    | 23e  | PAD  | 4     |
| Lituanie | -    | -    | -    | -    | -    | -    | -    | -    | -    | -    | -    | -    | 7e   | -    | 7e   | 3e   | 4e   | 9e   | 6e   | PAD  | 5     |
| Malaisie | -    | -    | -    | -    | -    | -    | -    | -    | -    | 24e  | -    | -    | -    | -    | -    | -    | -    | -    | -    | PAD  | 1     |
| Mexique | -    | -    | 13e  | 9e   | 8e   | -    | 9e   | -    | -    | -    | -    | -    | -    | -    | -    | -    | 14e  | -    | 25e  | PAD  | 6     |
| Monténégro                                                                                                  | -    | -    | -    | -    | -    | -    | -    | -    | -    | -    | -    | -    | -    | -    | -    | -    | -    | 25e  | 11e  | PAD  | 6     |
| Nigeria | -    | -    | -    | -    | -    | -    | -    | -    | -    | -    | -    | -    | 13e  | -    | 14e  | -    | -    | 17e  | -    | PAD  | 4     |
| Nouvelle-Zélande                                                                                            | -    | -    | -    | -    | -    | -    | -    | -    | -    | 21e  | -    | -    | -    | 4e   | 16e  | 12e  | 15e  | 19e  | 22e  | PAD  | 7     |
| Panama | -    | -    | -    | -    | -    | 9e   | -    | -    | 9e   | 19e  | -    | -    | -    | -    | 23e  | -    | -    | -    | -    | PAD  | 4     |
| Paraguay | -    | 9e   | -    | -    | 13e  | -    | -    | -    | -    | -    | -    | -    | -    | -    | -    | -    | -    | -    | -    | PAD  | 2     |
| Pays-Bas | -    | -    | -    | -    | -    | -    | -    | -    | -    | 14e  | -    | -    | -    | -    | -    | -    | -    | -    | -    | PAD  | 1     |
| Équipe | 1950 | 1954 | 1959 | 1963 | 1967 | 1970 | 1974 | 1978 | 1982 | 1986 | 1990 | 1994 | 1998 | 2002 | 2006 | 2010 | 2014 | 2019 | 2023 | 2027 | Total |
| Pérou | 7e   | 12e  | -    | 12e  | 10e  | -    | -    | -    | -    | -    | -    | -    | -    | -    | -    | -    | -    | -    | -    | PAD  | 4     |
| Philippines                                                                                                 | -    | 3e   | 8e   | -    | -    | -    | 13e  | 8e   | -    | -    | -    | -    | -    | -    | -    | -    | 21e  | 32e  | 24e  | PAD  | 7     |
| Pologne | -    | -    | -    | -    | 5e   | -    | -    | -    | -    | -    | -    | -    | -    | -    | -    | -    | -    | 8e   | -    | PAD  | 2     |
| Porto Rico                                                                                                  | -    | -    | 5e   | 6e   | 12e  | -    | 7e   | 10e  | -    | 15e  | 4e   | 6e   | 11e  | 7e   | 17e  | 18e  | 19e  | 15e  | 12e  | PAD  | 14    |
| Qatar | -    | -    | -    | -    | -    | -    | -    | -    | -    | -    | -    | -    | -    | -    | 24e  | -    | -    | -    | -    | Q    | 2     |
| République dominicaine                                                                                      | -    | -    | -    | -    | -    | -    | -    | 12e  | -    | -    | -    | -    | -    | -    | -    | -    | 13e  | 16e  | 14e  | PAD  | 4     |
| République tchèque                                                                                          | -    | -    | -    | -    | -    | -    | -    | -    | -    | -    | -    | -    | -    | -    | -    | -    | -    | 6e   | -    | PAD  | 1     |
| Russie | -    | -    | -    | -    | -    | -    | -    | -    | -    | -    | -    | 2e   | 2e   | 10e  | -    | 7e   | -    | 12e  | ×    | PAD  | 5     |
| Sénégal | -    | -    | -    | -    | -    | -    | -    | 14e  | -    | -    | -    | -    | 15e  | -    | 22e  | -    | 16e  | 30e  | -    | PAD  | 4     |
| Serbie***                                                                                                   | -    | -    | -    | -    | -    | -    | -    | -    | -    | -    | -    | -    | 1er  | 1er  | 11e  | 4e   | 2e   | 5e   | 2e   | PAD  | 6     |
| Slovénie | -    | -    | -    | -    | -    | -    | -    | -    | -    | -    | -    | -    | -    | -    | 12e  | 8e   | 7e   | -    | 7e   | PAD  | 4     |
| Soudan du Sud                                                                                               | -    | -    | -    | -    | -    | -    | -    | -    | -    | -    | -    | -    | -    | -    | -    | -    | -    | -    | 17e  | PAD  | 1     |
| Taïwan* | -    | 5e   | 4e   | -    | -    | -    | -    | -    | -    | -    | -    | -    | -    | -    | -    | -    | -    | -    | -    | PAD  | 2     |
| Tchécoslovaquie                                                                                             | -    | -    | -    | -    | -    | 6e   | 10e  | 9e   | 10e  | -    | -    | -    | -    | -    | -    | -    | -    | -    | -    | PAD  | 4     |
| Tunisie | -    | -    | -    | -    | -    | -    | -    | -    | -    | -    | -    | -    | -    | -    | -    | 24e  | -    | 20e  | -    | PAD  | 2     |
| Turquie | -    | -    | -    | -    | -    | -    | -    | -    | -    | -    | -    | -    | -    | 9e   | 6e   | 2e   | 8e   | 22e  | -    | PAD  | 5     |
| URSS | -    | -    | 6e   | 3e   | 1er  | 3e   | 1er  | 2e   | 1er  | 2e   | 2e   | -    | -    | -    | -    | -    | -    | -    | -    | -    | 9     |
| Uruguay | -    | 6e   | 9e   | 10e  | 7e   | 7e   | -    | -    | 11e  | 18e  | -    | -    | -    | -    | -    | -    | -    | -    | -    | PAD  | 7     |
| Venezuela                                                                                                   | -    | -    | -    | -    | -    | -    | -    | -    | -    | -    | 12e  | -    | -    | 14e  | 21e  | -    | -    | 14e  | 30e  | PAD  | 5     |
| Yougoslavie                                                                                                 | 10e  | 11e  | -    | 2e   | 2e   | 1er  | 2e   | 1er  | 3e   | 3e   | 1er  | -    | -    | -    | -    | -    | -    | -    | -    | -    | 10    |
| Note : Q signifie « qualifié » ; PAD signifie « pas encore défini » et PAE signifie « pas encore annoncé ». |      |      |      |      |      |      |      |      |      |      |      |      |      |      |      |      |      |      |      |      |       |

* Taïwan était connu sous le nom de Formosa au moment de sa participation en 1954 et 1959.

** Inclut la participation de la RFA en 1986.

*** Inclut deux apparitions de la République fédérale de Yougoslavie en 1998 et 2002 et une participation de la Serbie-Monténégro en 2006.
L'écart le plus grand a été réalisé par l'URSS qui a battu la République centrafricaine de 92 points. Le Canada suit avec 90 points face à la Malaisie, Puis les États-Unis avec 79 points face à la Corée. La rencontre la plus prolifique en points date de l'édition de 1978 avec une victoire 154 à 97 du Brésil face à la Chine. Le score le plus faible date de l'édition de 1950 avec la victoire 38 à 19 du Brésil sur l'Égypte. Cette même première édition détient également les autres scores les plus faibles.

### Joueurs marquants
| Année | Joueur           |
| ----- | ---------------- |
| 1950  | Oscar Furlong    |
| 1954  | Kirby Minter     |
| 1959  | Amaury Pasos     |
| 1963  | Wlamir Marques   |
| 1967  | Ivo Daneu        |
| 1970  | Sergueï Belov    |
| 1974  | Dragan Kićanović |
| 1978  | Dražen Dalipagić |
| 1982  | Rolando Frazer   |
| 1986  | Dražen Petrović  |
| 1990  | Toni Kukoč       |
| 1994  | Shaquille O'Neal |
| 1998  | Dejan Bodiroga   |
| 2002  | Dirk Nowitzki    |
| 2006  | Pau Gasol        |
| 2010  | Kevin Durant     |
| 2014  | Kyrie Irving     |
| 2019  | Ricky Rubio      |
| 2023  | Dennis Schröder  |

Chaque édition désigne un joueur comme meilleur joueur, ou MVP, du tournoi. Toutefois, les lauréats avant 1994 ne sont pas reconnus par la FIBA. Aucun joueur n'a réussi à obtenir ce titre à deux reprises. Ce trophée est dominé par les joueurs de Yougoslavie ou des pays de l'ex-Yougoslavie, avec six titres : Daneu, Kićanović, Dalipagić, Petrović, Kukoč et Bodiroga.

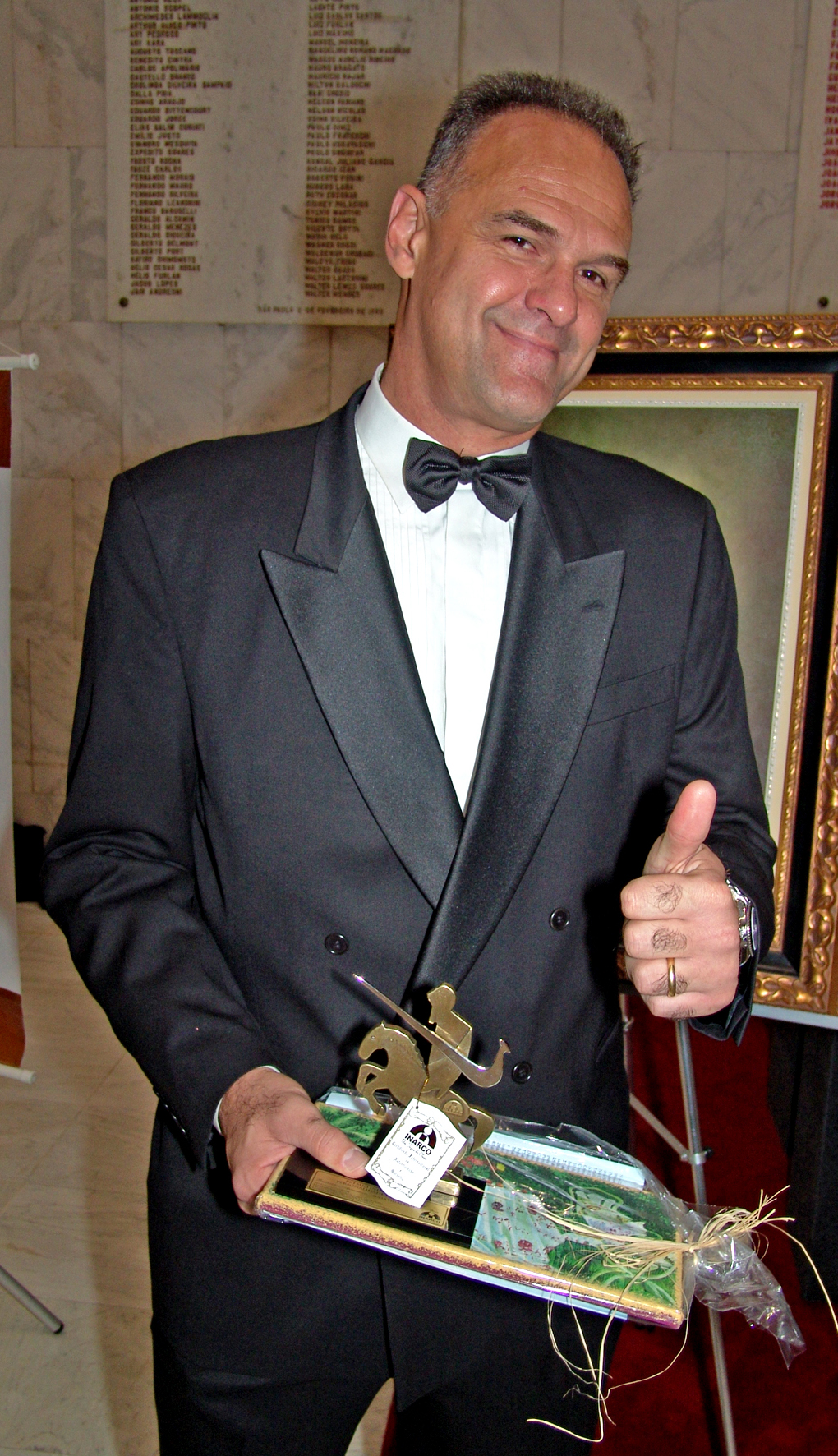
Oscar Schmidt

Le Brésilien Oscar Schmidt est le meilleur marqueur de l'histoire du championnat du monde avec 916 points marqués en 35 rencontres sur quatre éditions. Il devance l'Australien Andrew Gaze avec 599 points et le Yougoslave Dražen Dalipagić avec 568. Toutefois, c'est le Grec Níkos Gális qui détient la meilleure moyenne avec 33,7 points, devant le Sud-Coréen Shin Dong-pa avec 32,6 et le Mexicain Arturo Guerrero avec 27. Schmidt partage la quatrième place, avec 26,1 points, avec  Manuel Raga. Sur une rencontre, la meilleure performance est de 54 points réalisés par Hur Jae en 1990. La seconde performance est détenue par Gális avec 53 lors de l'édition de 1986, Schmidt étant le troisième de ce classement avec 49 lors de la même édition. La meilleure performance sur une même édition est l'œuvre de Gális qui a marqué 337 points lors de l'édition de 1986, suivi de Oscar Schmidt avec 310 points réalisés lors de la même édition. Celui-ci détient la troisième meilleure performance avec 284 points lors de l'édition suivante.
Le Brésilien Ubiratan Pereira Maciel est le joueur ayant disputé le plus de rencontres avec 41 sur cinq éditions, de 1963 à 1978. Il est suivi par les Australiens Phil Smyth et Ray Borner avec 39 rencontres.
Au niveau des médailles, deux joueurs comptent deux médailles d'or et deux d'argent, le Brésilien Wlamir Marques et le Yougoslave Krešimir Ćosić. Sergueï Belov et Amaury Pasos comptent également quatre médailles, avec deux d'or, une d'argent et une de bronze.
Le Chinois Yao Ming, avec 2,28 mètres, est le joueur le plus grand ayant foulé un parquet de championnat du monde, le plus petit étant l'Américain Muggsy Bogues avec 1,59 mètre. Le joueur le plus âgé est l'Argentin Luis Scola avec 39 ans lors de l'édition de 2019, l'Argentin Bartolomeo Díaz en 1986 et le Brésilien Tiago Splitter en 2002 étant les plus jeunes avec 17 ans.

## Sources et précisions
1. 1 2 3 4 5 6  (en) [PDF] « FIBA world championships history », sur www.fiba.com (consulté le 3 juin 2010)
2. ↑  (en) « First World Championship -- 1950 », sur www.usabasketball.com (consulté le 3 juin 2010)
3. ↑  Les pays du bloc de l'est déclarent forfait à la suite du refus des autorités brésiliennes d'accorder un visa aux joueurs soviétiques. Pour sa part, l'Égypte déclare forfait en raison de la participation d'Israël.
4. ↑  Philippe Mesmer, « Grèce-Espagne, finale européenne et inédite du Mondial », sur lemonde.fr, 2 septembre 2006.
5. ↑  « L'Espagne sur le toit du monde », sur eurosport.fr, 3 septembre 2006.
6. ↑  « C'était mieux que prévu », sur lequipe.fr, 13 septembre 2010.
7. ↑  « Championnat du monde Avec 32 équipes dès 2019 », sur lematin.ch (consulté le 8 août 2015)
8. ↑  « L'Euro tous les quatre ans », sur lequipe.fr, L’Équipe, 12 novembre 2012 (consulté le 8 août 2015)
9. ↑  Vincent Thiollière, « La Chine organisera la Coupe du Monde 2019 », sur bebasket.fr, 7 août 2015 (consulté le 8 août 2015)
10. ↑  (en) « PR N°53 - FIBA presents new system of competition », sur fiba.com, FIBA, 16 septembre 2015 (consulté le 16 septembre 2015)
11. ↑  (en) « 2019 FIBA Basketball World Cup Qualifiers », sur fiba.com, FIBA (consulté le 16 septembre 2015)
12. 1 2  Jusqu’en février 2003, l’équipe de Serbie-et-Monténégro a gardé le nom d’équipe de Yougoslavie
13. ↑  « Medal Count: FIBA Basketball World Cup », sur archive.FIBA.com (consulté le 28 août 2023).
14. ↑  « PAS DE DILEMME : les Croates ont admis que toutes les médailles yougoslaves appartiennent à la Serbie », sur telegraf.rs, 28 février 2023 (consulté le 5 août 2023)
15. 1 2 3 4  (en) [PDF] « FIBA world championships records », sur www.fiba.com (consulté le 15 juillet 2010)